# Lupești (okręg Bacău)
Lupești – wieś w Rumunii, w okręgu Bacău, w gminie Mănăstirea Cașin. W 2011 roku liczyła 664 mieszkańców.